# 德川齊敦
德川齊敦（1780年12月16日—1816年10月24日），御三卿一橋德川家第3代當主，德川幕府第十一代將軍德川家齊的弟弟。

## 生平
安永九年（1780年）十一月廿一，第2代当主德川治济第六子好之助出生。宽政五年（1793年）四月初八一橋家世子德川治国去世，同年六月初六为世子。同日元服，受兄第11代将軍德川家齐偏諱定名齊敦，叙任从三位・左近衛权中将兼民部卿。
宽政十年（1798年）十一月廿三和左大臣二条治孝之女二条保子成婚。宽政十一年（1799年）正月廿七父治济隐居，他继任家督。文化五年（1808年）十二月初一，任参議。
文化十三年（1816年）九月初四，去世，享年三十七岁，法号严恭院。文政五年（1822年）八月初九追贈权中纳言，次子德川齊禮继任。
他的兴趣是絵画，作品至今仍存。